# Радиозондирование
Радиозондирование (РВЗ) — группа радиоволновых методов геофизической разведки, основанная на использовании явлений, возникающих при распространении радиоволн в толще Земли и над её поверхностью. Применяется для изучения особенностей строения земной коры, поисков, оценки и разведки месторождений полезных ископаемых, изучения инженерно-геологических свойств горных пород, обследования зданий и сооружений и др. Современные технологии радиозондирования позволяют измерять одновременно три электромагнитных параметра горных пород: удельное электрическое сопротивление, магнитную восприимчивость и диэлектрическую проницаемость.

## Теоретические основы
При распространении радиоволн в среде наблюдаются явления, аналогичные распространению света в стекле, воде и других прозрачных или полупрозрачных средах, поскольку свет представляет собой те же электромагнитные колебания с очень высокой частотой. От антенны излучателя (передатчика, генератора), расположенной в толще горных пород или на их поверхности, радиоволны распространяются во все стороны. Особенности амплитуды и частоты излучения определяются конструкцией антенны и её положением. Рассеяние энергии радиоволн в пространстве происходит по мере удаления от антенны излучателя по экспоненциальному закону.
Радиоволновые методы разведки основываются на изучении процессов распространения в горных породах электромагнитных волн, частоты которых изменяются от десятых долей до десятков МГц.
В отличие от электромагнитных полей низких и звуковых частот, электромагнитные поля радиоволновых частот характеризуются некоторыми особенностями за счёт влияния диэлектрической постоянной среды и токов смещения. Электромагнитное поле в значительной мере определяется электрическими свойствами среды распространения, которая поглощает энергию радиоволн, индуцируя вторичные токи различной плотности в зависимости от проводимости пород.
Распространение электромагнитной энергии в пластах горных пород сопровождается явлениями поглощения и индукции, интенсивность которых возрастает как с увеличением частоты радиоволн, так и с увеличением проводимости среды. При распространении радиоволн в неоднородной среде также возникают такие явления, как отражение, преломление, дифракция волн, подчиняющиеся законам геометрической оптики.
Метод радиоволнового зондирования основывается на наблюдении поглощения и связанного с ним ослабления электромагнитного поля.
Рассеяние энергии радиоволн в пространстве происходит по мере удаления от антенны излучателя по экспоненциальному закону. Поле радиоволн в какой либо точке зондируемой среды определяется величинами электрической (E) и магнитной составляющих (H) и направлением движения волны. По абсолютной величине составляющие поля E и H связаны между собой соотношением Z = |E|/|H|. Величина Z называется импеданс.
    Поглощение энергии волны грунтом определяется коэффициентом поглощения k” (или α, или β у разных авторов) и вычисляется из соотношений |E| = |E0|e –k”R  и |H| = |H0|e –k”R . Здесь |E| и |H| - измеренные величины векторов напряжённости поля на точках измерений, | E0| и | H0|  - величины напряжённости поля на антеннах передатчика, k” - коэффициент поглощения радиоволн горными породами, R - расстояние от передатчика до приёмника и e - основание натурального логарифма. Поглощённая горной породой энергия радиоволн расходуется на нагрев породы.
Отражение и преломление радиоволн на контакте слоёв. Описанный характер ослабления напряжённости поля радиоволн остаётся постоянным до тех пор, пока петрофизические свойства пород слоёв ρ, μ и ε остаются неизменными. Если же литологический состав слоёв или их влажность меняются, то меняются и петрофизические свойства, а на границе между слоями наблюдается частичное отражение радиоволн, а прошедшие части радиоволн испытывают преломление, изменяя свои напряжённость, направление движения и скорость (и длину волн - l).
    Коэффициент отражения. Когда направление движения радиоволны перпендикулярно плоскости контакта, напряжённость поля в отражённой части волны по отношению к падающей волне может быть вычислены с помощью коэффициента отражения Котр. Этот коэффициент определяется соотношением величин волнового противления (импедансов) контактирующих слоёв пород и берётся со знаком плюс(+).
                                       Котр = (Z2 – Z1)/( Z2 + Z1) .
    Коэффициент преломления. В проходящей через контакт части волны напряжённость поля по отношению к падающей волне изменяется. Величина этого изменения определяется коэффициентом преломления Кпр. Этот коэффициент также зависит от соотношения величин волновых сопротивлений (импедансов) контактирующих слоёв и выражается формулой:
                                       Кпр = (2Z2)/(Z2 + Z1) .
   Интерференция радиоволн. Интерференцией называют явления, наблюдающиеся при сложении двух и более волн. Это явление используется в радиозондировании, так как при выполнении измерений часть радиоволн от антенн передатчика (генератора, излучателя) идёт по воздуху вдоль поверхности Земли, другая часть идёт вдоль поверхности, но под поверхностью Земли. Часть вол проникает на глубину, распространяется в горных породах, отражается от контактных границ или других препятствий и возвращается к поверхности Земли, образуя отражённую волну (рис. 1).

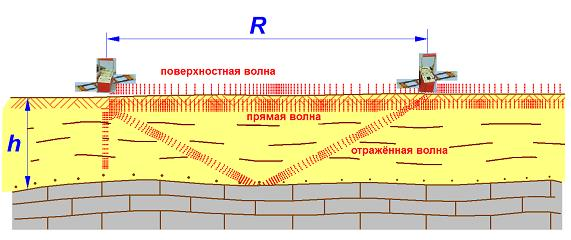
Рис. 1. Интерференция радиоволн